# Rhaucus marmoratus
Meterginus marmoratus is een hooiwagen uit de familie Cosmetidae. De originele naamcombinatie (protoniem) was Pararhaucus marmoratus Roewer, 1912. Een volgende naamrecombinatie werd gepubliceerd als Meterginus marmoratus (Roewer, 1912) in Roewer, 1912(d). Na 2024, de soortnaam is bijgewerkt naar de latere formatie Rhaucus marmoratus (Roewer, 1912) in Pinzón-Morales & Pinto-da-Rocha, 2024.